# Казепяэ (волость)
Ка́зепяэ (эст. Kasepää) — бывшая волость в Эстонии в составе уезда Йыгевамаа.
В результате административно-территориальной реформы 2017 года вошла в состав волости Муствеэ.

## География
Площадь волости — 41,36 км², численность населения на 1 января 2017 года составляла 1 194 человека, плотность населения 28,9 чел/км.
Административным центром волости была деревня Рая.
В период с 1992 по 1998 год волость называлась Рая.

## Населенные пункты
Деревни: Каазику, Казепяэ, Кюкита, Метсакюла, Нымме, Омеду, Рая и Тихеда.